# Marco Cé
Marco Cé (Izano, 8 luglio 1925 – Venezia, 12 maggio 2014) è stato un cardinale e patriarca cattolico italiano.

## Biografia
Nasce ad Izano, nel cremasco, l'8 luglio 1925 da una famiglia di agricoltori.

### Formazione e ministero sacerdotale
Compie gli studi teologici presso la Pontificia Università Gregoriana e il Pontificio Istituto Biblico, dove consegue la laurea in Teologia dogmatica e la licenza in Sacra scrittura.
Riceve l'ordinazione sacerdotale il 27 marzo 1948 nella basilica di San Giovanni in Laterano dalle mani dell'arcivescovo Luigi Traglia, poi cardinale.
In seguito, insegna al seminario vescovile di Crema, del quale nel 1958 assume l'incarico di rettore. Nella sua diocesi di origine ha presieduto sin dalla sua fondazione la Commissione Liturgica seguendo l'attuazione della riforma liturgica di Paolo VI.

### Ministero episcopale e cardinalato
Eletto vescovo titolare di Vulturia e vescovo ausiliare di Bologna il 22 aprile 1970 da papa Paolo VI, riceve la consacrazione episcopale nella cattedrale di Crema il 17 maggio dello stesso anno (giorno di Pentecoste) dal vescovo Carlo Manziana; inizia il suo ministero episcopale il 29 giugno 1970 durante la solenne concelebrazione eucaristica tenutasi nella basilica di San Petronio.
Dopo sei anni di permanenza nell'arcidiocesi di Bologna (in cui ricoprirà l'incarico di vicario generale) viene nominato assistente ecclesiastico generale dell'Azione Cattolica.

#### Patriarca di Venezia
Il 7 dicembre 1978 papa Giovanni Paolo II lo nomina patriarca di Venezia, succedendo così al cardinale Albino Luciani, eletto il 26 agosto 1978 al soglio di Pietro con il nome di papa Giovanni Paolo I e prematuramente scomparso dopo soli 33 giorni di pontificato. Il 6 gennaio 1979 prende possesso della sede veneziana diventando il 46º successore di san Lorenzo Giustiniani.

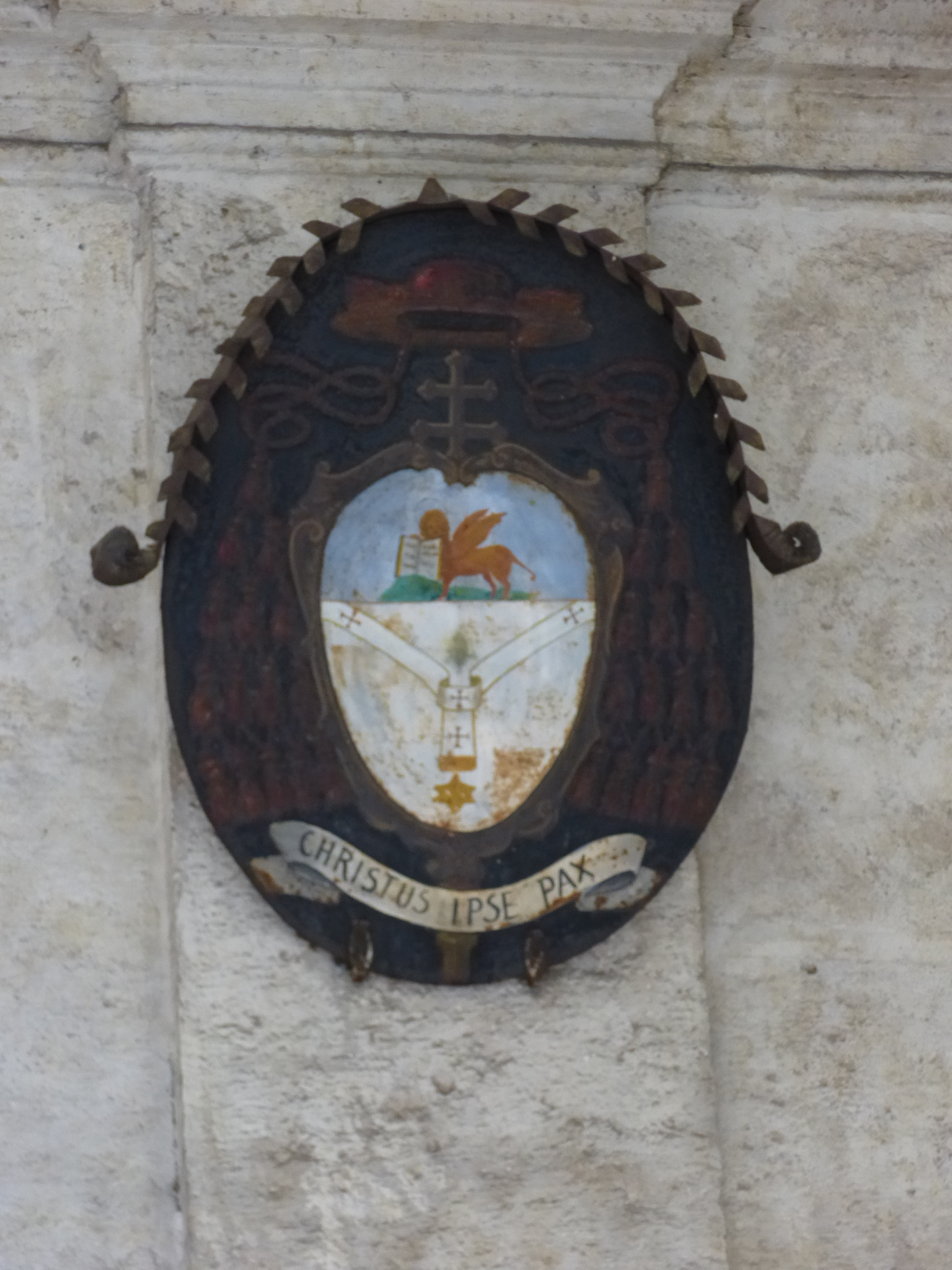
Arme del cardinale Cé all'ingresso della basilica di San Marco a Roma

È stato creato e pubblicato cardinale da papa Giovanni Paolo II nel concistoro del 30 giugno 1979 e ha ricevuto il titolo di San Marco. Dal momento della sua creazione e fino alla nomina del cardinale Carlo Maria Martini è stato il porporato italiano più giovane.
Dal 1979 al 2002 è stato presidente della Conferenza Episcopale Triveneta.
Nominato vicepresidente della Conferenza Episcopale Italiana il 5 luglio 1979, fu confermato il 30 aprile 1982 e nuovamente il 29 maggio 1985, rimanendo in carica fino al 15 maggio 1990.
Nel 1986 fu eletto delegato della Conferenza Episcopale Italiana alla Settima Assemblea Generale Ordinaria del Sinodo dei Vescovi su La vocazione e la missione dei laici nella Chiesa e nel mondo (1-31 ottobre 1987). Nel 1989 fu eletto delegato della Conferenza Episcopale Italiana all'Ottava Assemblea Generale del Sinodo dei Vescovi su La formazione dei sacerdoti nelle circostanze attuali (30 settembre - 28 ottobre 1990).
Il 3 marzo 2002 accoglie il suo successore, il patriarca Angelo Scola.
Dopo la morte di Giovanni Paolo II partecipa al conclave che eleggerà al quarto scrutinio il cardinale Joseph Ratzinger, papa Benedetto XVI; durante il conclave è il decano anagrafico del Collegio cardinalizio, ovvero il più anziano di tutti i cardinali elettori.
È predicatore degli esercizi spirituali alla Curia romana, tenutisi in Vaticano tra il 5 e l'11 marzo 2006.

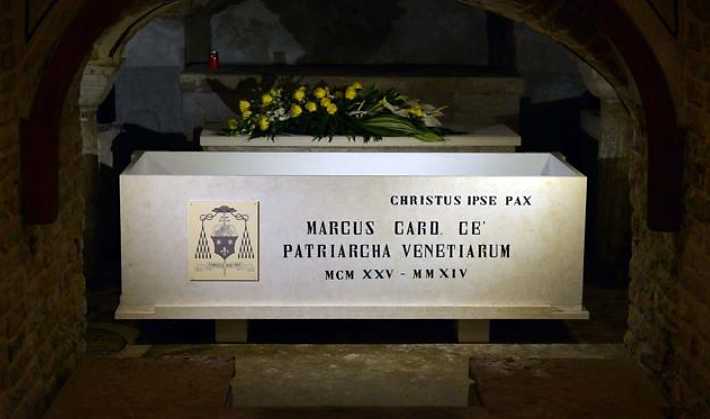
Tomba del patriarca Marco Cé

Ricoverato all'Ospedale civile di Venezia per la frattura di un femore, si spegne il 12 maggio 2014 all'età di 88 anni. Dopo le esequie, la salma è stata tumulata nella cripta della basilica di San Marco.

## Genealogia episcopale e successione apostolica
La genealogia episcopale è:
- Cardinale Scipione Rebiba
- Cardinale Giulio Antonio Santori
- Cardinale Girolamo Bernerio, O.P.
- Arcivescovo Galeazzo Sanvitale
- Cardinale Ludovico Ludovisi
- Cardinale Luigi Caetani
- Cardinale Ulderico Carpegna
- Cardinale Paluzzo Paluzzi Altieri degli Albertoni
- Papa Benedetto XIII
- Papa Benedetto XIV
- Papa Clemente XIII
- Cardinale Marcantonio Colonna
- Cardinale Giacinto Sigismondo Gerdil, B.
- Cardinale Giulio Maria della Somaglia
- Cardinale Carlo Odescalchi, S.I.
- Cardinale Costantino Patrizi Naro
- Cardinale Lucido Maria Parocchi
- Papa Pio X
- Papa Benedetto XV
- Papa Pio XII
- Cardinale Eugène Tisserant
- Papa Paolo VI
- Cardinale Giovanni Colombo
- Vescovo Carlo Manziana, C.O.
- Cardinale Marco Cé

La successione apostolica è:
- Vescovo Pietro Giacomo Nonis (1988)